# Torneo di Zurigo 1934
Il torneo di Zurigo 1934 è stato un torneo internazionale di scacchi che si è svolto a Zurigo dal 14 al 28 luglio 1934.

## Storia
Fu indetto dal circolo di scacchi di Zurigo (Schachgesellschaft Zurich) per celebrare il 125º anniversario della fondazione, ed era valido come Campionato svizzero, con la clausola che il titolo sarebbe andato al primo classificato dei giocatori svizzeri.
Vi parteciparono 16 maestri, compreso il campione del mondo Alexander Alekhine, che vinse il torneo con 13 punti su 15, perdendo solo la partita contro Max Euwe. Questa sconfitta fu in qualche modo profetica, in quanto un anno dopo Euwe vinse il match del 1935, diventando il quinto campione del mondo. Euwe si classificò 2°-3° alla pari con Salo Flohr e perse solo contro l'ex campione del mondo Emanuel Lasker, che all'età di 66 anni tornò alle competizioni dopo nove anni di assenza.

## Tabella del torneo
| #  | Giocatore                        | 1 | 2 | 3 | 4 | 5 | 6 | 7 | 8 | 9 | 10 | 11 | 12 | 13 | 14 | 15 | 16 | Punti |
| -- | -------------------------------- | - | - | - | - | - | - | - | - | - | -- | -- | -- | -- | -- | -- | -- | ----- |
| 1  | Alexander Alekhine (FRA)         | x | 0 | ½ | ½ | 1 | 1 | 1 | 1 | 1 | 1  | 1  | 1  | 1  | 1  | 1  | 1  | 13    |
| 2  | Max Euwe (NLD)                   | 1 | x | ½ | 1 | 0 | ½ | 1 | ½ | 1 | 1  | 1  | 1  | ½  | 1  | 1  | 1  | 12    |
| 3  | Salo Flohr (CSK)                 | ½ | ½ | x | ½ | ½ | ½ | ½ | 1 | 1 | 1  | 1  | 1  | 1  | 1  | 1  | 1  | 12    |
| 4  | Efim Bogoljubov (DEU)            | x | 0 | ½ | x | 1 | ½ | ½ | ½ | 1 | 1  | 1  | 1  | 1  | 1  | 1  | 1  | 11½   |
| 5  | Emanuel Lasker (DEU)             | 0 | 1 | ½ | 0 | x | 0 | 1 | 0 | ½ | 1  | 1  | 1  | 1  | 1  | 1  | 1  | 10    |
| 6  | Aron Nimzovich (DNK)             | 0 | ½ | ½ | ½ | 1 | x | ½ | ½ | 0 | 0  | 1  | 1  | ½  | 1  | 1  | 1  | 9     |
| 7  | Ossip Bernstein (FRA)            | 0 | 0 | ½ | ½ | 0 | ½ | x | 1 | ½ | ½  | ½  | 1  | 1  | 1  | 1  | 1  | 9     |
| 8  | Gideon Ståhlberg (SWE)           | 0 | ½ | 0 | ½ | 1 | ½ | 0 | x | ½ | 1  | 0  | 1  | 1  | ½  | 1  | ½  | 8     |
| 9  | Hans Johner (CHE)                | 0 | 0 | 0 | 0 | ½ | 1 | ½ | ½ | x | 0  | 1  | 1  | 1  | 1  | ½  | ½  | 7½    |
| 10 | Walter Henneberger (CHE)         | 0 | 0 | 0 | 0 | 0 | 1 | ½ | 0 | 1 | x  | 0  | 0  | 1  | 0  | 1  | 1  | 5½    |
| 11 | Fritz Gygli (CHE)                | 0 | 0 | 0 | 0 | 0 | 0 | ½ | 1 | 0 | 1  | x  | ½  | 0  | ½  | ½  | 1  | 5     |
| 12 | Stefano Rosselli del Turco (ITA) | 0 | 0 | 0 | 0 | 0 | 0 | 0 | 0 | 0 | 1  | ½  | x  | ½  | 1  | 1  | ½  | 4½    |
| 13 | Henri Grob (CHE)                 | 0 | ½ | 0 | 0 | 0 | ½ | 0 | 0 | 0 | 0  | 1  | ½  | x  | 0  | ½  | 1  | 4     |
| 14 | Hans Müller (AUT)                | 0 | 0 | 0 | 0 | 0 | 0 | 0 | ½ | 0 | 1  | ½  | 0  | 1  | x  | 0  | 1  | 4     |
| 15 | Oscar Naegeli (CHE)              | 0 | 0 | 0 | 0 | 0 | 0 | 0 | 0 | ½ | 0  | ½  | 0  | ½  | 1  | x  | ½  | 3     |
| 16 | Hermann Joss (CHE)               | 0 | 0 | 0 | 0 | 0 | 0 | 0 | ½ | ½ | 0  | 0  | ½  | 0  | 0  | ½  | x  | 2     |
Alcune partite notevoli:  
- Alekhine – Lasker:  difesa ortodossa, var. Alekhine (1-0) [3]
- Euwe – Alekhine:  gambetto di donna rifiutato (1-0)
- Euwe – Lasker:  gambetto di donna rifiutato (0-1)
- Lasker – Nimzovich:  difesa francese (0-1)
- Alekhine – Nimzovich:  difesa Cambridge Springs (1-0)